# Metropolitan models
 (décembre 2020).
Si vous disposez d'ouvrages ou d'articles de référence ou si vous connaissez des sites web de qualité traitant du thème abordé ici, merci de compléter l'article en donnant les références utiles à sa vérifiabilité et en les liant à la section « Notes et références ».
Metropolitan Models est une agence de mannequins créée en 1986 par Michel Levaton. Metropolitan représente plus de 500 mannequins à travers le monde. Elle représente et a représenté des top-modèles tels que Claudia Schiffer, Eva Herzigová, etc.

## Histoire
L'agence Metropolitan est créée en 1986. L'année suivante, Metropolitan lance son nouveau mannequin Claudia Schiffer sur le marché international.
L' agence Metropolitan ouvre à New York en 1990. L'année suivante, elle lance son nouveau mannequin Eva Herzigova sur le marché international.
En 1992 est créé le concours national Top Model Metropolitan qui devient en 1995 international.
Metropolitan s’ouvre en 2000 au marché asiatique et lance en Chine le concours Top Model Metropolitan le 22 novembre. Cet évènement retransmis à la télévision est vu par plus de 300 millions de personnes. Deux ans plus tard, ce même concours ouvre au Brésil.
Le département Urban Talents & Models est créé en 2005 pour répondre à la demande croissante des clients de Metropolitan qui recherchent des modèles, des comédiens, des danseurs pour leurs films publicitaires et cinématographiques.
Après la mort du fondateur, Michel Levaton, sa femme, Diana reprend la direction de l'entreprise en 2019.